# Ashleigh Moolman
Ashleigh Moolman, devenue Ashleigh Moolman-Pasio, née le 9 décembre 1985 à Pretoria, est une coureuse cycliste sud-africaine, membre de l'équipe AG Insurance-Soudal Team. Elle a remporté le championnat d'Afrique sur route en 2011, 2012, 2013, 2015 et 2024 et participé aux Jeux olympiques de 2012, où elle a pris la seizième place de la course en ligne.

## Biographie

### Études et débuts
Elle a étudié la chimie à l'université de Stellenbosch. Elle souhaitait au départ pratiquer le triathlon mais se concentre finalement sur le cyclisme découvrant qu'elle y a plus de facilité.
Elle termine ses études en 2009 et commence à courir en Europe l'année suivante. Elle prend beaucoup de risques et se brise trois fois la clavicule cette année-là. Elle est mariée au triathlète Carl Pasio.

### Saison 2012
En 2012, elle remporte son championnat national, termine dixième du Tour d'Italie et cinquième de la Flèche wallonne. Cela lui vaut d'être sélectionnée pour les Jeux olympiques de Londres. Lors de la course en ligne, elle rate de peu l'échappée et tente de revenir avec Emma Johansson, en vain. Elle participe également au contre-la-montre olympique et y termine dernière. Au Tour de l'Ardèche, elle se classe cinquième du prologue et de la première étape. Elle s'impose ensuite sur le contre-la-montre de la deuxième étape et s'empare de la tête du classement général. Elle la perd cependant dans l'après-midi au profit d'Emma Pooley. Elle finit quatrième de la dernière étape, ce qui lui permet de montée sur la deuxième marche du podium final devancée toutefois de plus de cinq minutes par la Britannique.

### Saison 2014
Elle vit une saison 2014 difficile. Elle souffre d'allergie et ne s'intègre pas correctement dans sa nouvelle équipe : Hitec. Elle obtient la médaille de bronze aux Jeux du Commonwealth grâce à un jeter de vélo salvateur. Malgré cela, elle est débarquée du programme olympique d'aide aux athlètes de haut niveau sud-africains. C'est une vraie déception pour elle. Elle y est rappelée en 2015. 

### Saison 2015
En février, Ashleigh Moolman-Pasio défend avec succès ses titres de championne d'Afrique du Sud et d'Afrique aussi sur route qu'en contre-la-montre. Sur le Samyn des Dames, Ashleigh Moolman fait partie du peloton de tête qui se dispute la victoire au sprint. Elle termine sixième. Aux Strade Bianche, un groupe de leaders se détache au bout de 58 km, puis se scinde en deux dans les derniers secteurs en terre. Les cinq coureuses à l'avant sont : Megan Guarnier, Elizabeth Armitstead, Elisa Longo Borghini, Ashleigh Moolman-Pasio et Anna van der Breggen. Profitant de la supériorité numérique de l'équipe, l'Américaine attaque dans le final et s'impose en solitaire. Moolman-Pasio est troisième du groupe de poursuite. Au Trofeo Alfredo Binda-Comune di Cittiglio, elle ne parvient pas à suivre les meilleures qui forment un groupe de six. Elle est dixième. À la Flèche wallonne, elle se classe quatrième en ayant joué le jeu d'équipe. 
Sur l'Emakumeen Bira, elle prend la bonne échappée dans la première étape avec Emma Johansson, Katarzyna Niewiadoma, Tetiana Riabchenko et Anna Sanchis. Elle se classe troisième de l'étape et devient deuxième du classement général une seconde derrière la Polonaise. Elle est cinquième le lendemain. Dans la dernière étape, elle est légèrement décrochée par  Emma Johansson et Katarzyna Niewiadoma. Elle termine quatrième derrière Megan Guarnier. Le classement général est le même qu'à la fin de la première étape.
Au Tour d'Italie, sur la deuxième étape Ashleigh Moolman suit le groupe de leaders et termine troisième. Elle est ensuite cinquième de la cinquième étape puis troisième des sixième et septième étapes à chaque fois battue au sprint par Megan Guarnier. Elle se classe troisième du contre-la-montre de la huitième étape, mais passe de la deuxième à la troisième place du classement général, Megan Guarnier et Anna van der Breggen l'ayant devancée. Sur la dernière étape qui est une arrivée au sommet, elle est cinquième et perd de nouveau une place au classement général. Elle est donc quatrième du Tour d'Italie.
Sur la course en ligne de l'Open de Suède Vårgårda, elle se classe onzième. Elle est quatorzième de la course en ligne des championnats du monde. En octobre, Ashleigh Moolman-Pasio termine deuxième du Tour d'Émilie. L'équipe court ensuite en Afrique du Sud au 94.7 Cycle Challenge. Ashleigh Moolman-Pasio chute en début d'épreuve mais parvient à remonter sur son vélo. Elle attaque dans l'ultime ascension de l'épreuve pour gagner en solitaire.

### Saison 2016

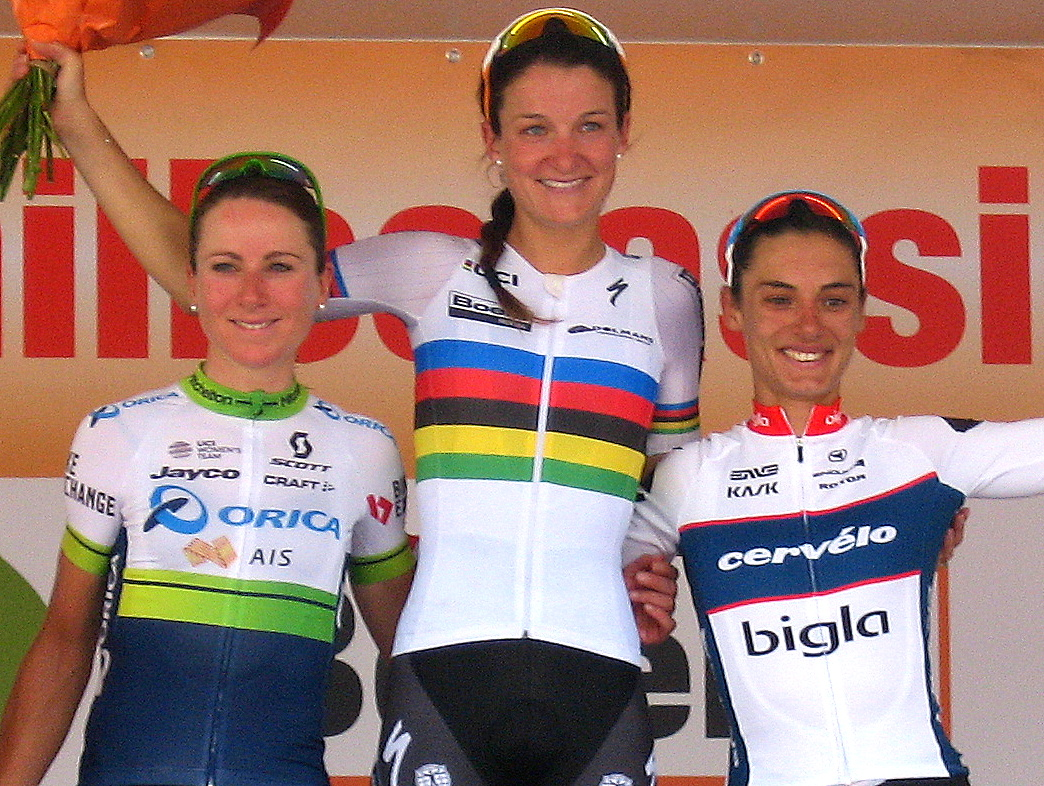
Podium de la Hill Classic : Ashleigh Moolman est troisième

L'équipe participe à l'Emakumeen Euskal Bira dans le Pays basque. Ashleigh Moolman est cinquième du prologue. Sur la première étape, elle se classe septième. Le lendemain, elle est quatrième et se positionne à la même place au classement général. Sur la dernière étape, Ashleigh Moolman joue son vatout pour faire basculer l'épreuve. Elle termine troisième de l'étape et, par le jeu des bonifications, gagne une place au classement général. Elle est donc troisième de l'épreuve. Elle se sent malade durant la Flèche wallonne et doit abandonner,.
Comme l'année précédente, Ashleigh Moolman remporte en solitaire la dernière étape, très vallonnée, des Auensteiner-Radsporttage. Elle a quasiment deux minutes d'avance sur ses poursuivantes et remporte du même coup le classement général. Au Women's Tour, dans le deuxième prix de la montagne de la troisième étape trois favorites accélèrent : Lizzie Armitstead, Ashleigh Moolman et Elisa Longo Borghini. Elles reviennent immédiatement sur la tête de la course. À quinze kilomètres de l'arrivée, la championne du monde attaque de nouveau, suivie par la Sud-Africaine. Elisa Longo Borghini et Amanda Spratt partent à leur chasse et les rejoignent. Dans le sprint sur secteur pavé, Lizzie Armitstead devance Ashleigh Moolman et Elisa Longo Borghini. La Sud-Africaine remonte à la deuxième place du classement général. Le lendemain, Lizzie Armitstead, Ashleigh Moolman et Elisa Longo Borghini attaquent dans la deuxième ascension de la journée. Elles sont bientôt rejointes par Emma Johansson. La coopération n'est pas bonne et Lizzie Armitstead accélère puis attaque seule mais se fait reprendre. Derrière, un groupe de poursuite de douze coureuses dont Marianne Vos et Lisa Brennauer revient à une vingtaine de secondes de la tête de course. La jonction s'opère finalement à cinq cents mètres de l'arrivée. Au sprint, Ashleigh Moolman est huitième. Sur la dernière étape, il n'y a pas de modification au classement général : Ashleigh Moolman se classe deuxième.
Sur le Tour de Thuringe, Ashleigh Moolman se classe quatrième de la deuxième étape,. Sur le contre-la-montre long de 19 km, Ashleigh Moolman réalise un très bon temps et se classe troisième devant l'ancienne championne du monde de la spécialité Lisa Brennauer et l'actuelle Linda Villumsen. Elle est alors troisième du classement général. Au classement général final, elle est sixième.

### Saison 2017

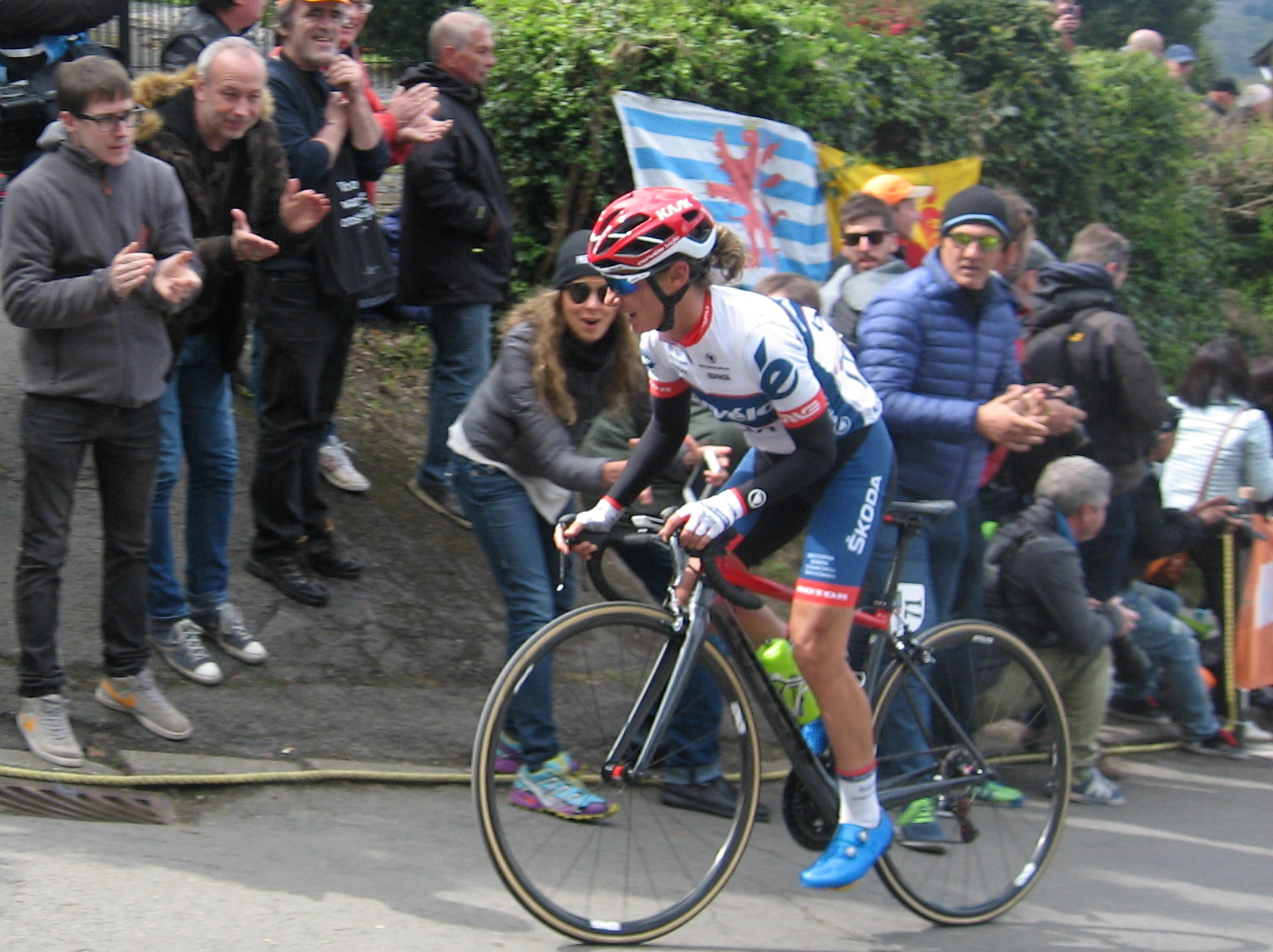
Ashleigh Moolman sur le mur de Huy

Ashleigh Moolman se classe neuvième de l'Amstel Gold Race. Sur la Flèche wallonne, à la côte d'Amay, Sofie de Vuyst et Allie Dragoo sont seules en tête, les autres étant reprises. Dans la côte de Villers-le-Bouillet, Ashleigh Moolman s'échappe et effectue la jonction. Elle repart ensuite seule, mais est reprise par le peloton dans la première ascension du mur de Huy. Ashleigh Moolman se classe finalement sixième,. À Liège-Bastogne-Liège, dans la Roche aux faucons, Katarzyna Niewiadoma attaque. Elle est suivie par Elizabeth Deignan, Anna van der Breggen, Ashleigh Moolman et Elisa Longo Borghini. L'écart atteint quarante secondes au bout de trois kilomètres. Dans la côte de Saint-Nicolas, Katarzyna Niewiadoma accélère mais c'est Anna van der Breggen qui part seule au sommet. Ashleigh Moolman est lâchée et reprise par le groupe de poursuivantes. Elle est finalement sixième,.
Au Festival Luxembourgeois du cyclisme féminin Elsy Jacobs, Ashleigh Moolman gagne le prologue. Le lendemain, Ashleigh Moolman se classement troisième du sprint d'un peloton réduit. Par le jeu des bonifications, Christine Majerus lui prend le maillot jaune. Sur la dernière étape, la formation Cervélo Bigla tente d'enflammer la course, mais Boels Dolmans empêche toute échappée. Ashleigh Moolman est troisième du classement général.
Sur l'Emakumeen Euskal Bira, Ashleigh Moolman est huitième de la première étape au sprint. Le lendemain, elle est septième, vingt-six secondes derrière Amanda Spratt qui prend la tête de la course. Sur la troisième étape, elle part à mi-étape mais la formation Orica-Scott la reprend. Elle se trouve une nouvelle fois dans le groupe des leaders et prend la quatrième place tandis que Katrin Garfoot s'impose avec trente-quatre secondes d'avance. Ashleigh Moolman pointe à ce moment-là cinquième du classement général à quarante-quatre secondes de Katrin Garfoot et Cecilie Uttrup Ludwig neuvième à cinquante secondes. Le lendemain, lors de l'arrivée au sommet au Sanctuaire de San Migel d'Aralar. Elle attaque dans le final, et est suivie par Annemiek van Vleuten et Nikola Nosková. Elle est troisième de l'étape, Cecilie Uttrup Ludwig est cinquième. Katrin Garfoot perd six secondes d'avance, mais Annemiek van Vleuten remonte au classement général. Au soir de cette pénultimiène étape, la formation Orica-Scott occupe l'intégralité du podium avec Ashleigh Moolman quatrième à trente-quatre secondes. La dernière étape se conclut par l'ascension de l'Alto de Jaizkibel. L'équipe Cervélo-Bigla y mène un train rapide. Peu après, Ashleigh Moolman attaque. Annemiek van Vleuten part à sa poursuite avec Eider Merino. Katrin Garfoot en fait de même plus loin. Ashleigh Moolman atteint le sommet avec trente-deux secondes d'avance. Elle résiste au retour d'Annemiek van Vleuten dans la descente, qui termine seulement treize secondes derrière la Sud-Africaine, mais ne parvient pas à sauver la première place au classement général pour l'équipe Orica-Scott. Ashleigh Moolman remporte donc l'épreuve ainsi qu'au passage son classement par points et de la montagne. La semaine suivante, Ashleigh Moolman confirme sa bonne forme en s'imposant au sprint sur  La Classique Morbihan.
Au Tour d'Italie, elle fait partie des favorites. La formation se classe huitième du contre-la-montre par équipes inaugural. Cette prestation est décevante. Ashleigh Moolman concède déjà cinquante-deux secondes,,. Sur la deuxième étape, les favorites profitent de l'ascension de la Forcella pour s'exprimer. Ashleigh Moolman et finit à la vingt-deuxième place. Elle décide le lendemain de ne pas repartir. Sur La course by Le Tour de France qui se conclut au col d'Izoard, Ashleigh Moolman se classe douzième. Dans les rues de Marseille, elle remonte de trois places et est donc neuvième.
Au Tour de Toscane, elle est troisième du prologue. Le lendemain, sur une étape vallonnée, elle fait partie du groupe de tête et se classe deuxième derrière Janneke Ensing. Sur la dernière étape, la formation Cervélo-Bigla manœuvre pour mettre en difficulté Janneke Ensing. Ashleigh Moolman attaquent à plusieurs reprises et s'impose seule. Elle gagne le classement général de l'épreuve. Aux championnats du monde du contre-la-montre par équipes, Cervélo-Bigla prend la troisième place avec Ashleigh Moolman dans ses rangs. Elle est ensuite septième du contre-la-montre individuel.

### Saison 2018

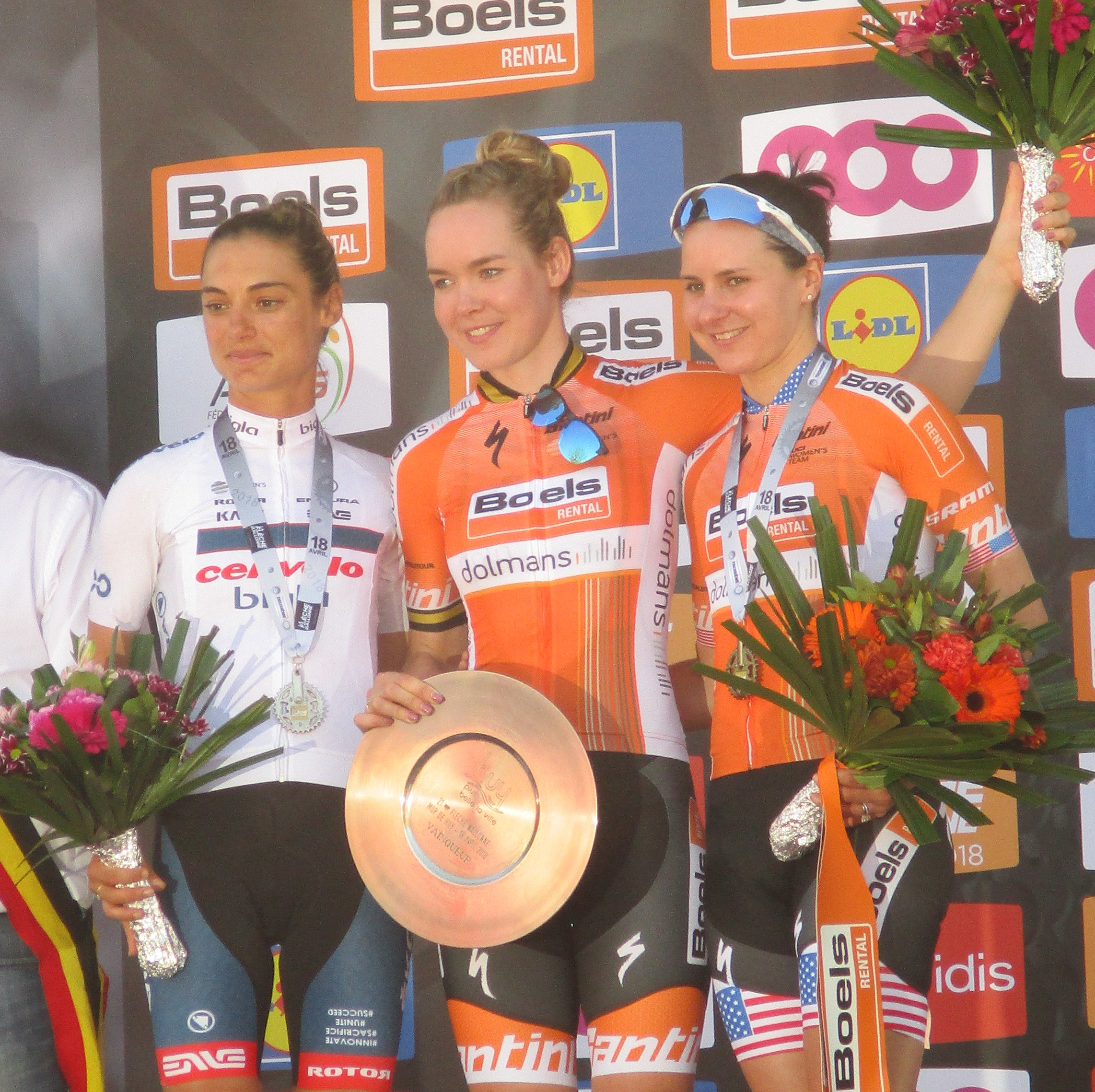
Podium de la Flèche wallonne

En 2018, elle termine deuxième de la Setmana Ciclista Valenciana après s'être montrée très active durant les quatre étapes. Au Tour des Flandres, elle fait partie du groupe de favorites en haut du Kruisberg. Anna van der Breggen sort seule peu après. Ashleigh Moolman passe à l'offensive dans le vieux Quaremont. Sur le passage bitumé le suivant directement, Annemiek van Vleuten s'isole également devant. Chantal Blaak reprend les fugitives dans le Paterberg. Ashleigh Moolman est finalement quatrième,. À la Flèche wallonne, Ashleigh Moolman est la première à accélérer dans le mur de Huy à cinq cents mètres du but après avoir repris les fuyardes. La Sud-Africaine est suivie par Anna van der Breggen qui la double sur la fin,. À Liège-Bastogne-Liège, dans la côte de la Roche-aux-Faucons, Ashleigh Moolman passe à l'offensive. Elle est suivie par Anna van der Breggen et Megan Guarnier puis par Annemiek van Vleuten. Peu après un groupe dix coureuses se forme. Amanda Spratt profite du surnombre pour sortir. Elle est en tête avec cinquante secondes d'avance à dix kilomètres de l'arrivée. Dans la côte de Saint-Nicolas, Anna van der Breggen et Ashleigh Moolman attaquent de nouveau. La Néerlandaise se montre plus forte et revient seule sur l'Australienne à cinq kilomètres de l'arrivée. À la flamme rouge, elle accélère pour aller s'imposer seule. Amanda Spratt est deuxième. Annemiek van Vleuten et Ashleigh Moolman sprintent pour la troisième place et la Néerlandaise se montre plus rapide.
À la Classique Morbihan, une sélection s'opère à sept kilomètres de l'arrivée. Dans la côte de Cadoudal, Ashleigh Moolman attaque et s'impose. Elle récidive le lendemain au Grand Prix de Plumelec-Morbihan, en produisant également son effort dans la dernière montée de Cadoudal.
Au Tour d'Italie, la formation Cervélo Bigla est quatrième du contre-la-montre par équipes inaugural vingt-deux secondes derrière la Sunweb,. Lors de la première arrivée au sommet, Ashleigh Moolman se classe troisième avec les favorites à trente-et-une secondes d'Amanda Spratt,. Sur le contre-la-montre, la Sud-Africaine est deuxième mais deux minutes vingt-huit derrière Annemiek van Vleuten. Elle remonte à la troisième place du classement général,. Sur l'étape du Zoncolan, Ashleigh Moolman attaque au bout de quatre kilomètres d'ascension. Elle est suivie par Annemiek van Vleuten mais continue à imprimer un rythme élevé. À trois kilomètres de l'arrivée, Annemiek van Vleuten attaque à son tour et va s'imposer seule. Derrière Ashleigh Moolman prend la deuxième place garantissant la même place au classement général.Ashleigh Moolman explique après l'arrivée qu'elle aurait pu choisir une stratégie plus attentiste afin de gagner l'étape, mais qu'elle a donné la priorité au classement général,. Sur la dernière étape, elle arrive avec les autres favorites. Elle est deuxième du Tour d'Italie. 
À la course by Le Tour de France, dans le col de la Colombière, Anna van der Breggen, Ashleigh Moolman et Annemiek van Vleuten font la jonction avec la Cecilie Uttrup Ludwig. Ashleigh Moolman attaque alors, mais les autres ne la laissent pas partir. Les deux Néerlandaises accélèrent ensuite et distancent Ashleigh Moolman. Elle se classe troisième.
En fin de saison, alors que le circuit du championnat du monde semble lui convenir, elle n'est pas un grand jour lors de la course. Elle ne peut que regretter de ne pas avoir autour d'elle une équipe forte.

### Saison 2019

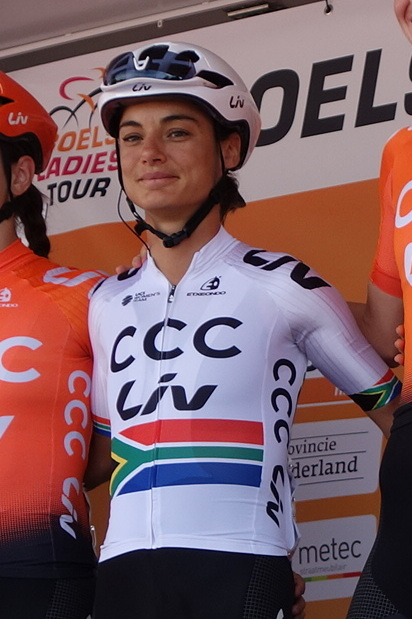
Au Boels Ladies Tour

En février, elle remporte le championnat d'Afrique du Sud sur route. Elle est sixième des Strade Bianche,. Au Trofeo Alfredo Binda-Comune di Cittiglio, à vingt-six kilomètres de l'arrivée, Ashleigh Moolman sort dans l'Orino, onze coureuses la suivent avant un regroupement. Dans l'ascension suivante de l'Orino, elle suit Katarzyna Niewiadoma. Elle mène finalement le sprint victorieux pour Marianne Vos. À l'Amstel Gold Race, dans la première ascension du Cauberg, Ashleigh Moolman attaque. Elle est reprise dans la descente tout comme le premier groupe d'échappée. Après le dernier passage du Bemelerberg, Amanda Spratt et Ashleigh Moolman attaquent et reviennent sur Elisa Longo Borghini à cinq kilomètres de l'arrivée. La coopération est cependant mauvaise dans le groupe. Au pied de la dernière ascension du Cauberg, tout est à refaire,. Elle est ensuite septième au sommet du mur de Huy durant la Flèche wallonne.
Au Tour de Californie, Ashleigh Moolman se classe cinquième de la première étape dix-huit secondes derrière Anna van der Breggen. Le lendemain, dans la montée finale elle prend la troisième place derrière Katie Hall et la Néerlandaise et remonte à la même place au classement général. Elle termine la dernière étape dans le groupe de tête et conserve sa troisième place au classement général. Au Tour d'Italie, lors de l'étape reine, Ashleigh Moolman arrive avec les autres favorites trois minutes derrière Van Vleuten et se classe septième. Le lendemain, sur le contre-la-montre, Ashleigh Moolman a un mauvais jour et perd trois nouvelles minutes. Lors de l'arrivée au sommet de la neuvième étape, Ashleigh Moolman retrouve de sa superbe et prend la troisième place. Elle termine la course à la quatrième place du classement général. Sur  La course by Le Tour de France, Ashleigh Moolman attaque avec Amanda Spratt, Soraya Paladin, Lucinda Brand et Cecilie Uttrup Ludwig. Elles sont reprises à l'amorce du dernier tour,. Au Tour du Guangxi, Ashleigh Moolman est décisive dans la victoire au classement World Tour de Marianne Vos en imprimant un rythme élevé dans les ascensions.

### Saison 2020
Ashleigh Moolman entame la saison en remportant ses titres nationaux sur route et en contre-la-montre.
Au Tour d'Italie, sur la deuxième étape qui comporte des secteurs graviers, Ashleigh Moolman est cinquième à plus de trois minutes d'Annemiek van Vleuten. Le lendemain, la victoire se joue dans la côte finale. Marianne Vos s'impose et Ashleigh Moolman est huitième. Elle conclut la course à la sixième place du classement général.
À la Flèche wallonne, Ashleigh Moolman-Pasio accélère dans la première ascension du mur de Huy et provoque une sélection ainsi qu'un regroupement avec la tête de course. Dans l'ascension finale du  mur de Huy, Ashleigh Moolman-Pasio prend la sixième place. En décembre, elle devient la première championne du monde de cyclisme virtuel de l'histoire.
À l'issue de la saison, elle rejoint l'équipe SD Worx.

### Saison 2021

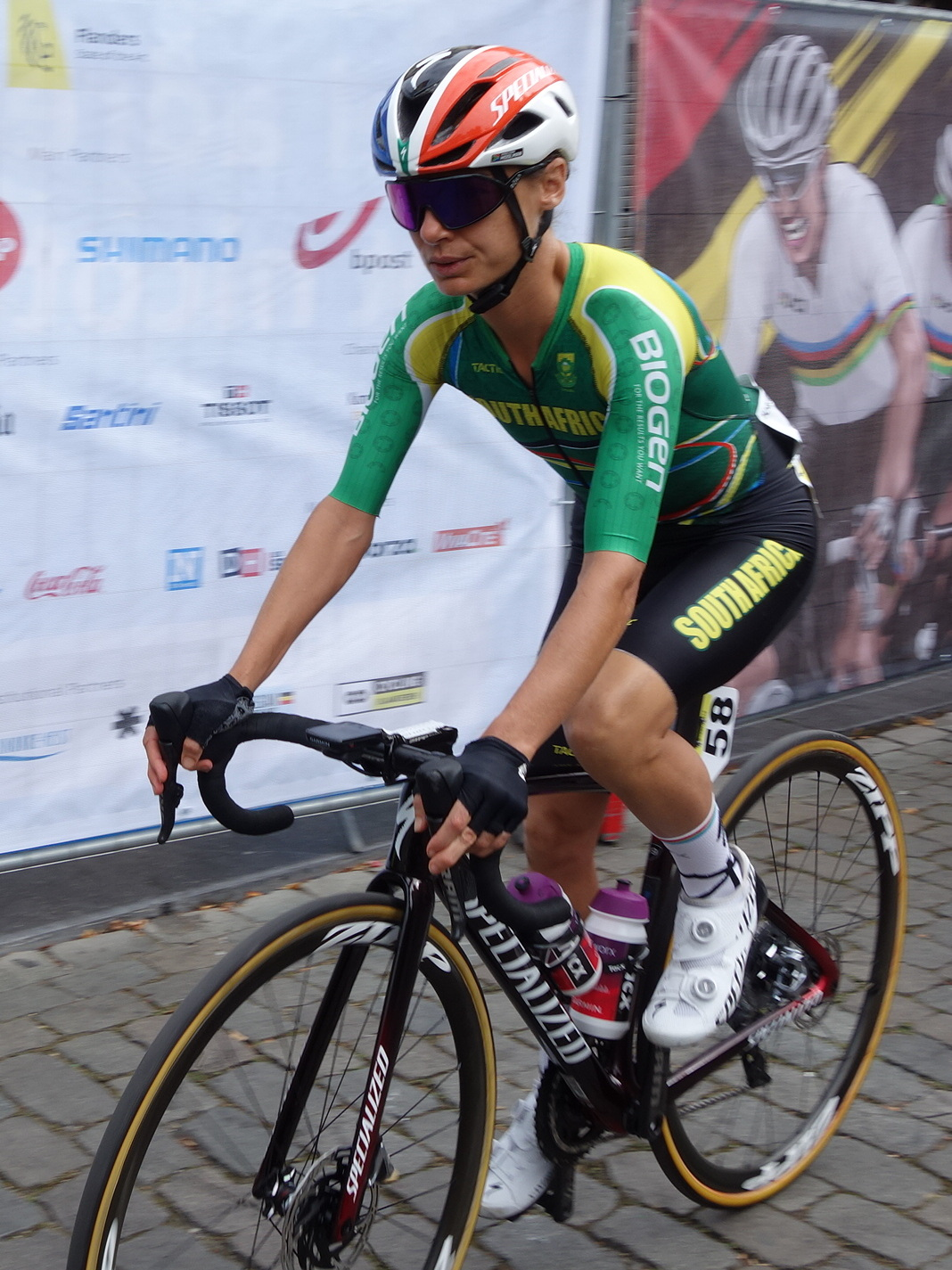
Au départ des championnats du monde.

Aux Strade Bianche, elle participe à la course de mouvement de l'équipe avec plusieurs attaques. Elle court en tête au  Trofeo Alfredo Binda, mais ne se classe que quatorzième. À Liège-Bastogne-Liège, Ashleigh Moolman-Pasio accélère dans la côte de la Redoute. Elle est rejointe par Cecilie Uttrup Ludwig et Lucinda Brand. L'avance du trio oscille autour de la vingtaine de secondes. Elles sont reprises avant la côte de la Roche aux Faucons. Elle est extrêmement active sur la Emakumeen Nafarroako Klasikoa et la Classique féminine de Navarre. Elle finit quatrième de la première.
Au Tour d'Italie, elle se classe deuxième de la difficile deuxième étape derrière sa coéquipière Anna van der Breggen. Elle est ensuite quatrième du contre-la-montre. Lors de la montagneuse neuvième étape, dans le col de Stregna, Elisa Longo Borghini et Ashleigh Moolman passent à l'offensive à deux kilomètres du sommet. À huit kilomètres de l'arrivée, Ashleigh Moolman part seule et va s'imposer seule. Elle est deuxième du classement général final derrière Anna van der Breggen.
Elle participe ensuite aux Jeux olympiques. Elle est treizième de la course en ligne et huitième du  contre-la-montre. Sur l'étape reine du Tour de Norvège, elle lutte avec Annemiek van Vleuten et finit deuxième. Elle prend la même place au classement général.

### Saison 2022

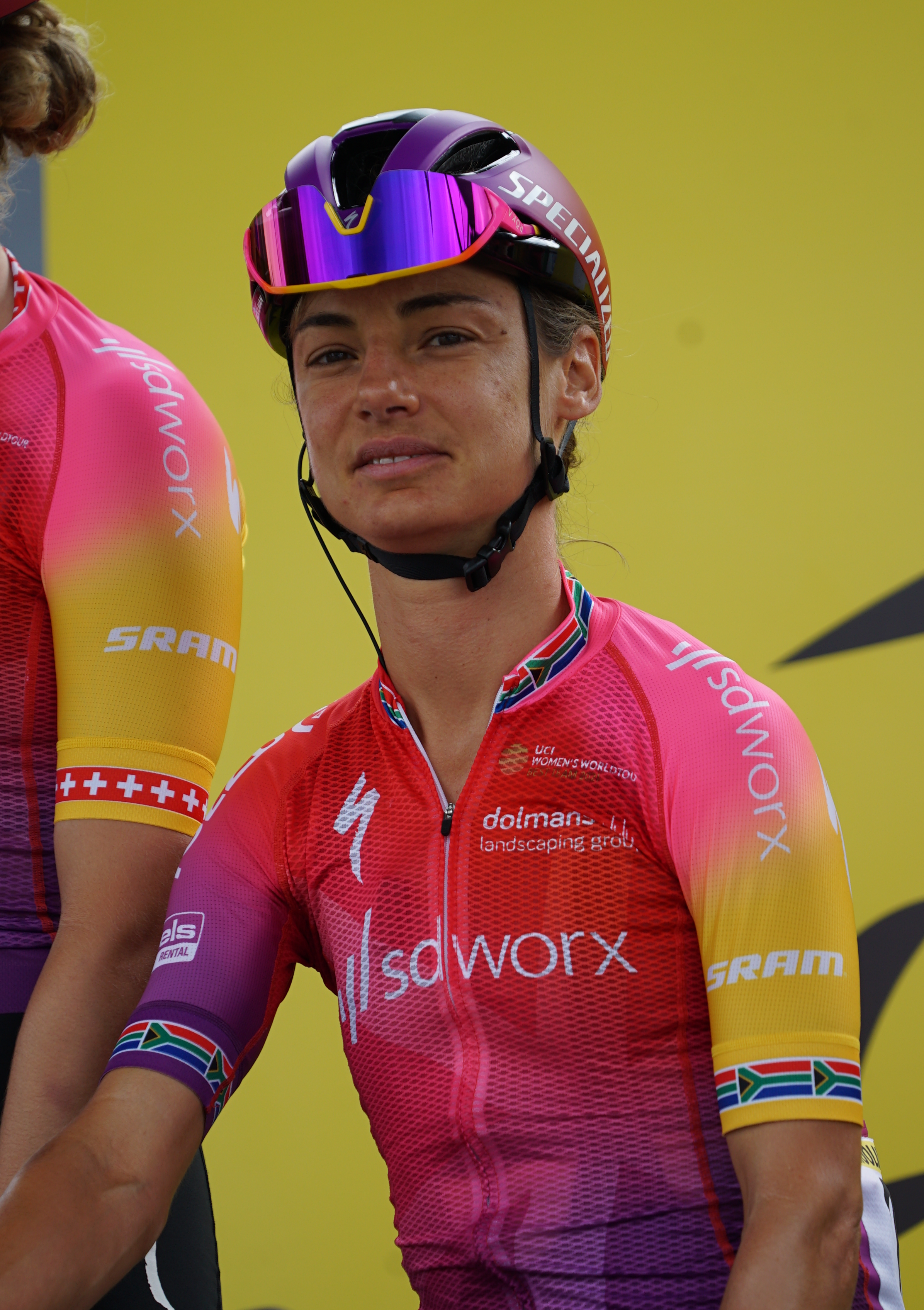
Au départ de Reims du Tour de France.

## Palmarès

### Par années
- 2009
  - 2e du championnat d'Afrique du Sud sur route
- 2010
  - 10e du contre-la-montre par équipes de l'Open de Suède Vårgårda
- 2011
  -  Championne d'Afrique sur route
  -  2e du championnat d'Afrique du contre-la-montre
  - 2e du championnat d'Afrique du Sud du contre-la-montre
  - 2e du Tour de l'Ardèche
  - 9e du contre-la-montre par équipes de l'Open de Suède Vårgårda
- 2012
  -  Championne d'Afrique sur route
  -  Championne d'Afrique du contre-la-montre
  -  Championne d'Afrique du Sud sur route
  - 4e étape du Tour de Free State
  - 2e étape du Tour de l'Ardèche (contre-la-montre)
  - 2e du Tour de l'Ardèche
  - 2e du championnat d'Afrique du Sud du contre-la-montre
  - 3e du Tour de Free State
  - 5e de la Flèche wallonne
  - 10e du Trofeo Alfredo Binda-Comune di Cittiglio
  - 10e du Tour d'Italie
- 2013
  -  Championne d'Afrique sur route
  -  Championne d'Afrique du contre-la-montre
  -  Championne d'Afrique du Sud sur route
  -  Championne d'Afrique du Sud du contre-la-montre
  - Boels Rental Hills Classic
  - 2e du Tour de l'Ardèche
  - 3e de la Flèche wallonne
  - 8e du Tour d'Italie
- 2014
  -  Championne d'Afrique du Sud sur route
  -  Championne d'Afrique du Sud du contre-la-montre
  - 2e du Samyn des Dames
  -  Médaillée de bronze de la course en ligne des Jeux du Commonwealth
  - 5e de la Flèche wallonne
- 2015
  -  Championne d'Afrique du contre-la-montre par équipes (avec Heidi Dalton, Lynette Burger et An-li Pretorius)
  -  Championne d'Afrique sur route
  -  Championne d'Afrique du contre-la-montre
  -  Championne d'Afrique du Sud sur route
  -  Championne d'Afrique du Sud du contre-la-montre
  - Auensteiner-Radsporttage :
    - Classement général
    - 3e étape

  - 94.7 Cycle Challenge
  - 2e du Tour de Berne
  - 2e de l'Emakumeen Euskal Bira
  - 2e du Tour d'Émilie
  - 4e de la Flèche wallonne
  - 4e du Tour d'Italie
  - 9e du contre-la-montre par équipes de l'Open de Suède Vårgårda
  - 4e du Grand Prix de Plouay
  - 10e du Trofeo Alfredo Binda-Comune di Cittiglio
  - 10e du Tour des Flandres
- 2016
  - Tour de Berne
  - Auensteiner-Radsporttage :
    - Classement général
    - 3e étape

  - Tour de Toscane féminin-Mémorial Michela Fanini :
    - Classement général
    - Prologue et 2e étape

  - 2e de The Women's Tour
  - 2e du contre-la-montre par équipes de l'Open de Suède Vårgårda
  - 2e du Tour d'Émilie
  -  Médaillée de bronze au championnat du monde du contre-la-montre par équipes
  - 3e de l'Emakumeen Euskal Bira
  - 3e de la Boels Rental Hills Classic
  - 10e de la course en ligne aux Jeux olympiques de Rio de Janeiro
- 2017
  -  Championne d'Afrique du Sud du contre-la-montre
  - Prologue du Festival Luxembourgeois du cyclisme féminin Elsy Jacobs
  - Emakumeen Euskal Bira :
    - Classement général
    - 5e étape

  - La Classique Morbihan
  - GP de Plumelec
  - Tour de Toscane féminin-Mémorial Michela Fanini :
    - Classement général
    - 2e étape

  - 947 Cycle Challenge
  - 2e du contre-la-montre par équipes de l'Open de Suède Vårgårda
  -  Médaillée de bronze au championnat du monde du contre-la-montre par équipes
  - 3e du championnat d'Afrique du Sud sur route
  - 3e de la Semana Ciclista Valenciana
  - 3e du Festival luxembourgeois du cyclisme féminin Elsy Jacobs
  - 6e de la Flèche wallonne
  - 6e de Liège-Bastogne-Liège
  - 7e du championnat du monde du contre-la-montre
  - 7e du The Women's Tour
  - 9e de l'Amstel Gold Race
  - 10e du Trofeo Alfredo Binda-Comune di Cittiglio
- 2018
  - La Classique Morbihan
  - Grand Prix de Plumelec-Morbihan
  - 2e du Tour d'Italie
  - 2e de la Setmana Ciclista Valenciana
  - 2e de la Flèche wallonne
  - 3e de La course by Le Tour de France
  - 3e du contre-la-montre par équipes de l'Open de Suède Vårgårda
  - 3e du contre-la-montre par équipes du Tour de Norvège
  - 4e du Tour des Flandres
  - 4e de Liège-Bastogne-Liège
  - 6e de l'Emakumeen Euskal Bira
  - 7e de Gand-Wevelgem
  - 8e des Strade Bianche
  - 8e du Grand Prix de Plouay
- 2019
  -  Médaillée d'or du contre-la-montre aux Jeux africains
  -  Championne d'Afrique du Sud sur route
  - Emakumeen Nafarroako Klasikoa
  - Classique féminine de Navarre
  - 3e du Setmana Ciclista Valenciana
  - 3e du Tour de Californie
  - 4e du Tour d'Italie
  - 5e de La course by Le Tour de France
  - 6e des Strade Bianche
  - 7e de la Flèche wallonne
  - 8e du championnat du monde sur route
- 2020
  -  Championne du monde de cyclisme esport
  -  Championne d'Afrique du Sud sur route
  -  Championne d'Afrique du Sud du contre-la-montre
  - 6e du Tour d'Italie
  - 6e de la Flèche wallonne
- 2021
  - 9e étape du Tour d'Italie
  - 2e du Tour d'Italie
  - 2e du Tour de Norvège
  - 7e de Liège-Bastogne-Liège
  - 8e du Tour de Burgos
  - 8e du contre la montre des Jeux olympiques
  - 9e de l'Amstel Gold Race
  - 9e du Grand Prix de Plouay
- 2022
  - Tour de Romandie : 
    - Classement général
    - 2e étape

  - 3e des Strade Bianche
  - 4e de la Flèche wallonne
  - 4e de Liège-Bastogne-Liège
  - 5e du Women's Tour
  - 7e de l'Amstel Gold Race
  - 10e du Trofeo Alfredo Binda-Comune di Cittiglio
- 2023
  - 3e étape de la Setmana Ciclista Valenciana
  - Durango-Durango Emakumeen Saria
  - 1re étape du Tour féminin international des Pyrénées
  - 2e de la Setmana Ciclista Valenciana
  - 2e du Tour féminin international des Pyrénées
  - 3e du Tour de Burgos
  - 6e de la Flèche wallonne
  - 6e du Tour de France
  - 8e de l'Amstel Gold Race
- 2024
  -  Championne d'Afrique sur route
  -  Médaillée d'argent du championnat d'Afrique du contre-la-montre
  - 2e du Trofeo Palma
  - 5e de la Flèche wallonne
  - 7e de l'Amstel Gold Race
  - 8e du Tour de Romandie

### Résultats sur les grands tours

#### Tour d'Italie
12 participations :
- 2010 : 17e
- 2011 : 13e
- 2012 : 10e
- 2013 : 8e
- 2014 : 13e
- 2015 : 4e
- 2017 : non-partante (3e étape)
- 2018 : 2e
- 2019 : 4e
- 2020 : 6e
- 2021 : 2e, vainqueure de la 9e étape
- 2025 : 27e

#### Tour de France
2 participations :
- 2022 : non-partante (8e étape)
- 2023 : 6e

#### Tour d'Espagne
1 participation
- 2025 : 15e

### Classements mondiaux
| Année                                 | 2009 | 2010 | 2011 | 2012 | 2013 | 2014 | 2015 | 2016 | 2017 | 2018 | 2019 | 2020 | 2021 | 2022 | 2023 | 2024 |
| ------------------------------------- | ---- | ---- | ---- | ---- | ---- | ---- | ---- | ---- | ---- | ---- | ---- | ---- | ---- | ---- | ---- | ---- |
| Classement UCI                        | 270e | 244e | 40e  | 18e  | 27e  | 27e  | 6e   | 12e  | 8e   | 5e   | 17e  | 24e  | 16e  | 14e  | 19e  | 44e  |
| Coupe du monde                        | nc   | 66e  | 41e  | 20e  | 22e  | 25e  | 9e   |      |      |      |      |      |      |      |      |      |
| UCI World Tour                        |      |      |      |      |      |      |      | 27e  | 20e  | 6e   | 16e  | 25e  | 13e  | 10e  | 20e  | 47e  |
|                                       |      |      |      |      |      |      |      |      |      |      |      |      |      |      |      |      |
| Légende : nc = non classéSource : UCI |      |      |      |      |      |      |      |      |      |      |      |      |      |      |      |      |

### Championnats
|  | Année                                          | 2008 | 2009 | 2010 | 2011 | 2012 | 2013 | 2014 | 2015 | 2016 | 2017 | 2018 | 2019 | 2020 | 2021 | 2022 | 2023 |
|  | Championnats d'Afrique du Sud sur route        | 11e  | 2e   | 18e  | 4e   | 1re  | 1re  | 1re  | 1re  | 6e   | 3e   | ?    | 1re  | 1re  | -    | -    | -    |
|  | Championnats d'Afrique du Sud contre-la-montre | 10e  | ?    | ?    | 2e   | 2e   | 1re  | 1re  | 1re  | -    | 1re  | ?    | 4e   | 1re  | -    | -    | -    |
|  | Championnats d'Afrique sur route               | ?    | ?    | ?    | 1re  | 1re  | 1re  | -    | 1re  | ?    | ?    | ?    | -    | -    | -    | -    | -    |
|  | Championnats d'Afrique du contre-la-montre     | ?    | ?    | ?    | 2e   | 1re  | 1re  | -    | 1re  | ?    | ?    | ?    | -    | -    | -    | -    | -    |